# Cloudesley Shovell
Cloudesley Shovell (Cockthorpe, novembre 1650 – Isole Scilly, 22 ottobre 1707) è stato un ammiraglio e politico britannico, che come ufficiale subalterno partecipò alle battaglie di Solebay e di Texel durante la terza guerra anglo-olandese.
Come capitano combatté nella battaglia della baia di Bantry durante la guerra guglielmina in Irlanda. Come ufficiale di bandiera, comandò una divisione durante l'azione di Barfleur durante la Guerra della Grande Alleanza, e durante la battaglia si distinse per essere stato il primo a sfondare le linee nemiche. Insieme  agli ammiragli Henry Killigrew e Ralph Delaval, Shovell fu nominato al comando congiunto della flotta poco tempo dopo. Durante la guerra di successione spagnola, Shovell comandò uno squadrone che servì sotto l'ammiraglio George Rooke alla presa di Gibilterra e alla battaglia di Malaga. Lavorando in collaborazione con una forza da sbarco al comando del conte di Peterborough, le sue forze intrapresero l'assedio e la cattura di Barcellona. Fu nominato comandante in capo della Marina mentre si trovava a Lisbona l'anno successivo. Comandò anche la parte navale di un attacco congiunto a Tolone, base della principale flotta francese, in coordinamento con l'esercito austriaco al comando del principe Eugenio di Savoia nell'estate del 1707. Più tardi quello stesso anno, durante il viaggio di ritorno in Inghilterra, Shovell e oltre 1.400 altre persone perirono in un disastroso naufragio al largo delle isole Scilly. Oltre al suo servizio nella Royal Navy, Shovell fu membro del parlamento per Rochester dal 1695 al 1701 e dal 1705 fino alla sua morte nel 1707.

## Biografia
Nacque a Cockthorpe nel novembre 1650, figlio di John Shovell, un gentiluomo del Norfolk, e di Anne Jenkinson, all'interno di una famiglia del ceto medio. Fu battezzato il 25 novembre 1650. Si arruolò nella Royal Navy come mozzo sotto la cura di un parente paterno, l'ammiraglio Sir Christopher Myngs, nel 1663. Dopo la morte di Myngs nel 1666 rimase in mare sotto gli ordini di Sir John Narborough, ed è probabile che sia stato con lui nelle Indie Occidentali tra il 1667 e il 1668, seguito da un viaggio in Sud America tra il 1669 e il 1671. Si dedicò allo studio della navigazione e, grazie alla sua abilità marinara e al suo carattere coraggioso, divenne ottenne una rapida promozione. Promosso guardiamarina il 22 gennaio 1672, fu assegnato al vascello di primo rango Royal Prince, nave ammiraglia del Duca di York, e vide l'azione quando una flotta combinata franco-britannica fu sorpresa e attaccata dagli olandesi, guidati dall'ammiraglio Michiel de Ruyter, nella battaglia di Solebay al largo della costa del Suffolk il 28 maggio 1672, durante la terza guerra anglo-olandese.
Promosso primo ufficiale (master's mate) il 17 settembre 1672, fu trasferito sul Fairfax in quello stesso mese e poi divenne sottotenente sull'Henrietta nel novembre 1672. Vide di nuovo l'azione quando una flotta combinata franco-britannica, che tentava di sbarcare truppe nei Paesi Bassi, fu respinta da una forza olandese più piccola, nuovamente guidata dall'ammiraglio de Ruyter, nella battaglia di Texel (11 agosto 1673). Con l'Henrietta salpò per il Mediterraneo per ratificare un trattato di pace con Algeri a Tunisi e il riscatto degli schiavi inglesi avendo Narborough come comandante in capo. Concluso il trattato lo squadrone proseguì verso la roccaforte dei corsari barbareschi di Tripoli, dove le pretese inglesi furono respinte, e Narborough iniziò un blocco navale della città che sarebbe durato un anno. Promosso primo tenente il 25 settembre 1673, fu trasferito sullo Harwich nel 1675. Mentre cercava di proseguire i negoziati per conto del suo comandante in capo, poté osservare la situazione del porto di Tripoli e propose un piano d'attacco. Il 14 gennaio 1676, comandò le imbarcazioni della flotta in un'operazione per incendiare le navi presenti nel porto di Tripoli. L'attacco a sorpresa ebbe successo e non si registrarono perdite inglesi. Per le sue imprese ricevette 80 sterline (o pezzi da otto) da Narborough; un totale di 1956 monete furono distribuite tra tutti i partecipanti. Tuttavia, il Dey di Tripoli non cercò immediatamente la pace e solo due mesi dopo, in seguito a un altro attacco alle sue navi fuori dal porto, cercò di raggiungere un accordo e il trattato fu firmato nel marzo del 1676. Gli fu conferita una medaglia d'oro e 100 sterline da re Carlo II. In una lettera dell'Ammiragliato, Samuel Pepys registrò la soddisfazione del re per le azioni di Shovell; egli fu trasferito sul Plymouth nel maggio 1677 e inviato nel Mediterraneo. Promosso capitano il 17 settembre 1677,  dopo la morte del capitano Harman ottenne il comando del Sapphire, un vascello di quinto rango.  Si trasferì sul Phoenix nell'aprile 1679 e ritornò sul Sapphire nel maggio 1679, prima di trasferirsi sul Nonsuch nel luglio 1680. Tornò nuovamente sul Sapphire nel settembre 1680 e poi si trasferì sul James Galley, un vascello di sesta classe, nell'aprile 1681.
Nel giugno del 1683 si trovò di fronte a un dilemma diplomatico con la flotta spagnola. Al suo ritorno a Cadice, l'ammiraglio spagnolo, Conte di Acquila, chiese che sua la nave salutasse la sua ammiraglia. Egli si rifiutò, affermando che i suoi ordini glielo impedivano, al che Acquila gli lanciò un ultimatum: se non avesse obbedito, la James Galley sarebbe stata attaccata e distrutta dagli spagnoli. Circondato dalle navi nemiche si trovò di fronte alla scelta tra obbedire agli ordini e preservare così l'onore britannico, o la distruzione della sua nave e la perdita della vita dei suoi uomini. In inferiorità numerica, decise di salutare e sparò nove colpi di cannone. Ne ricevette solo tre in risposta, un chiaro insulto da parte degli spagnoli, ma la nave e gli uomini sopravvissero intatti. Fu sostenuto in questa decisione dai suoi ufficiali. Un incidente diplomatico simile che coinvolse un altro capitano inglese, Matthew Alymer, si verificò il mese successivo. Le azioni dei due capitani, in violazione dei loro ordini permanenti, li misero in grande difficoltà con due personaggi influenti. Samuel Pepys e George Legge, I barone Dartmouth, che erano indignati perché i due capitani si erano permessi di commettere un'azione ritenuta umiliante. Dartmouth, accompagnato da Pepys, era diretto a Tangeri, in missione per conto del re per porre fine alla presenza inglese lì.
All'arrivo a Tangeri, Dartmouth si mise alla ricerca della scusa più plausibile per l'evacuazione inglese e si concentrò sul Mole, una struttura costruita per proteggere il porto e le navi. Decise che se il Mole fosse stato distrutto, questo avrebbe fornito la ragione. Era necessario, tuttavia, l'accordo dei capitani inglesi per dichiarare che Tangeri e il Mole non erano adatti come base navale, nel qual caso il Mole avrebbe potuto essere distrutto e gli inglesi avrebbero potuto andarsene. Tuttavia, lui e altri suoi colleghi non erano d'accordo, e l'astuto Pepys cercò un espediente per convincerli e il Mole fu infine distrutto. Tuttavia, il disaccordo iniziale accese l'animosità di Pepys nei suoi confronti.
Nell'aprile 1687 fu assegnato sull'Anne dopodiché scortò la figlia del Principe d'Orange da Rotterdam a Lisbona per sposare il Re del Portogallo. Nell'aprile 1688 fu trasferito sul Dover, facente parte della flotta di Lord Dartmouth che avrebbe dovuto difendere il regno da una possibile invasione olandese, guidata da Guglielmo d'Orange e da sua moglie Maria, figlia protestante del re cattolico Giacomo II d'Inghilterra. Tuttavia, l'invasione si svolse senza intercettazioni e il Dover si ritrovò a Spithead sotto un nuovo monarca. Era divenuto il favorito di Henry FitzRoy, I duca di Grafton, quando quest'ultimo era solo un volontario e prestava servizio sotto Arthur Herbert, I conte di Torrington nel Mediterraneo, ed essendo anche anche uno dei protetti di Herbert, svolse un ruolo chiave nel garantire che la flotta inglese rimanesse passiva durante l'invasione di Guglielmo d'Orange.
Fu trasferito al comando della Edgar nell'aprile del 1689 e partecipò alla battaglia della baia di Bantry nel maggio 1689, quando una flotta francese cercò di sbarcare truppe nell'Irlanda meridionale per combattere il principe Guglielmo d'Orange durante la guerra guglielmina. Lo Edgar fu pesantemente impegnato nello battaglia, riportando gravi perdite. Dopo la battaglia, lui e il commodoro John Ashby furono nominati cavalieri. Si trasferì sullo Monck nell'ottobre del 1689 e gli fu ordinato di pattugliare l'area tra l'Irlanda e le isole Scilly. Nel giugno del 1690 fu commodoro di un piccolo squadrone, che accompagnò Re Guglielmo attraverso il canale di San Giorgio fino a Carrickfergus.

Ritratto di Shovell eseguito nel 1702 da Michael Dahl.

Promosso contrammiraglio del blu il 3 giugno 1690, salpò per Plymouth, dove si unì a Henry Killigrew, di ritorno dal Mediterraneo, e navigò intorno al Mare d'Irlanda e alle Isole Scilly nel tentativo di raggiungere Giacomo Stuart in fuga dopo la sua sconfitta nella battaglia del Boyne. Fornì supporto navale alla cattura di Waterford da parte di Percy Kirke nel luglio 1690, comandando lo squadrone irlandese. Verso la fine del 1690 fu assegnato sul London e rimase principalmente su quella nave durante l'anno successivo.
Nel 1691, fece parte della flotta che scortò re Guglielmo nei Paesi Bassi e fu anche nominato maggiore del Primo Reggimento dei Royal Marines, una carica onoraria, e successivamente trasferito al Secondo Reggimento dei Royal Marines come tenente colonnello, con una promozione a colonnello nel 1697. A marzo 1691 sposò la vedova del suo ex protettore, Lady Elizabeth Narborough, il cui padre era un commissario della marina, John Hill. Così facendo, divenne il patrigno dei figli di Narborough, che trattava come se fossero suoi. La coppia avrebbe avuto due figlie, Elizabeth e Anne. Elizabeth sposò in prime nozze Sir Robert Marsham, che divenne Lord Romney, e in seconde nozze John, Conte di Hyndford, che fu ministro inglese alla corte di Federico il Grande. Anne sposò l'onorevole Robert Mansel e in seconde nozze John Blackwood. 
Si stabilitosi con la moglie a May Place, Crayford, già dal 1694 venne eletto membro del Parlamento per Rochester nell'ottobre 1695. Non si ricandidò al Parlamento nel dicembre 1701.
All'inizio del 1692 fu promosso contrammiraglio del rosso e si unì alla flotta dell'ammiraglio Russell. A marzo, la flotta scortò nuovamente la re Guglielmo attraverso la Manica. Ad aprile, trasferì la sua bandiera sul Royal William in seguito alle voci di una minaccia di invasione francese. Comandò una divisione dello squadrone rosso nelle battaglie di Barfleur e La Hogue nel maggio 1692, in cui la flotta anglo-olandese di di Russell intercettò e sconfisse la flotta francese al comando di Tourville, mentre si dirigeva lungo il canale della Manica per fornire scorta all'invasione dell'Inghilterra. A Barfleur la sua nave fu la prima a sfondare la linea nemica e, nelle fasi finali della battaglia, organizzò un attacco con un brulotto. Durante l'azione, ricevette una ferita alla coscia, che in seguito lo rese inabile durante i preparativi per l'attacco che distrusse le navi francesi che si erano rifugiate a La Hogue. Con la minaccia di invasione definitivamente cessata ritornò a Portsmouth e si riprese dalle ferite nella vicina Fareham.
Insieme agli ammiragli Henry Killigrew e Ralph Delaval, fu messo al comando congiunto della flotta nel gennaio 1693. Dopo il disastroso attacco al convoglio di Smirne al largo di Lagos, in Portogallo, nel giugno 1693, tutti e tre gli ammiragli furono licenziati dal loro comando congiunto.  Promosso viceammiraglio del rosso il 16 aprile 1694, e alzando la sua insegna sul Neptune comandò uno squadrone nelle spedizioni a Dieppe e Dunkerque, avvenute più tardi in quello stesso anno.  Stabilitosi con la moglie a May Place, Crayford, già dal 1694 venne eletto membro del Parlamento per il partito Whig a Rochester nell'ottobre 1695. 
Fu responsabile del restauro della chiesa di San Paolino a Crayford e fu un grande benefattore per Rochester, fornendo a proprie spese i raffinati soffitti in gesso decorati nella Guildhall e la campana del mercato, l'orologio e la facciata in mattoni decorati per il Butchers' Market (ora Corn Exchange). Fu anche Commissario delle Fogne, responsabile della manutenzione degli argini del Tamigi tra Deptford e Gravesend. Nel 1695 e all'inizio del 1696 trascorse il suo tempo principalmente nella Manica per bombardamenti lungo la costa francese. Promosso ammiraglio del blu comandò la flotta nella Manica al largo di Brest. Eletto al Parlamento anche alle elezioni del 1698, non si ricandidò a quelle del dicembre 1701.

### La guerra di successione spagnola
Promosso ammiraglio del bianco il 6 maggio 1702, con l'ascesa al trono della regina Anna, gli fu poi affidato il compito di riportare a casa il bottino delle flotte francese e spagnola, che era stato catturato dall'ammiraglio George Rooke nella battaglia della baia di Vigo in una fase iniziale della guerra di successione spagnola, arrivando in Inghilterra alla fine del 1702. Dopo aver comandato una flotta inviata a portare truppe a Lisbona nella primavera del 1703, comandò uno squadrone che servì sotto Rooke alla presa di Gibilterra nell'agosto 1704 e respinse anche la flotta francese nella battaglia di Malaga più tardi in quel mese. Fu nominato membro del consiglio del Lord High Admiral (una carica conferita a quel tempo al principe Giorgio di Danimarca) nel dicembre 1704, nominato contrammiraglio d'Inghilterra il 26 dicembre 1704 e promosso ad ammiraglio della flotta il 13 gennaio 1705.
Fu eletto membro del Parlamento per Rochester di nuovo nel 1705. Nel maggio di quell'anno gli fu dato il comando della Mediterranean Fleet in collaborazione con il conte di Peterborough. Le forze di Peterborough intrapresero l'assedio e la cattura di Barcellona nel settembre 1705. Nel settembre del 1706 salpò per Lisbona, dove il 7 novembre fu nominato unico comandante in capo e pochi giorni dopo ricevette l'ordine di portare rinforzi per l'esercito, al comando del Visconte di Galway, ad Alicante.
Comandò l'elemento navale di un attacco combinato a Tolone, base della principale flotta francese, in coordinamento con l'esercito austriaco sotto il principe Eugenio di Savoia nell'estate del 1707. Gli alleati non riuscirono a catturare la città, ma il bombardamento delle forze di Shovell fece prendere dal panico i francesi che affondarono la propria flotta. Successivamente gli fu ordinato di riportare la Mediterranean Fleet in Inghilterra alla fine di ottobre 1707.

### Il disastro navale delle Scilly

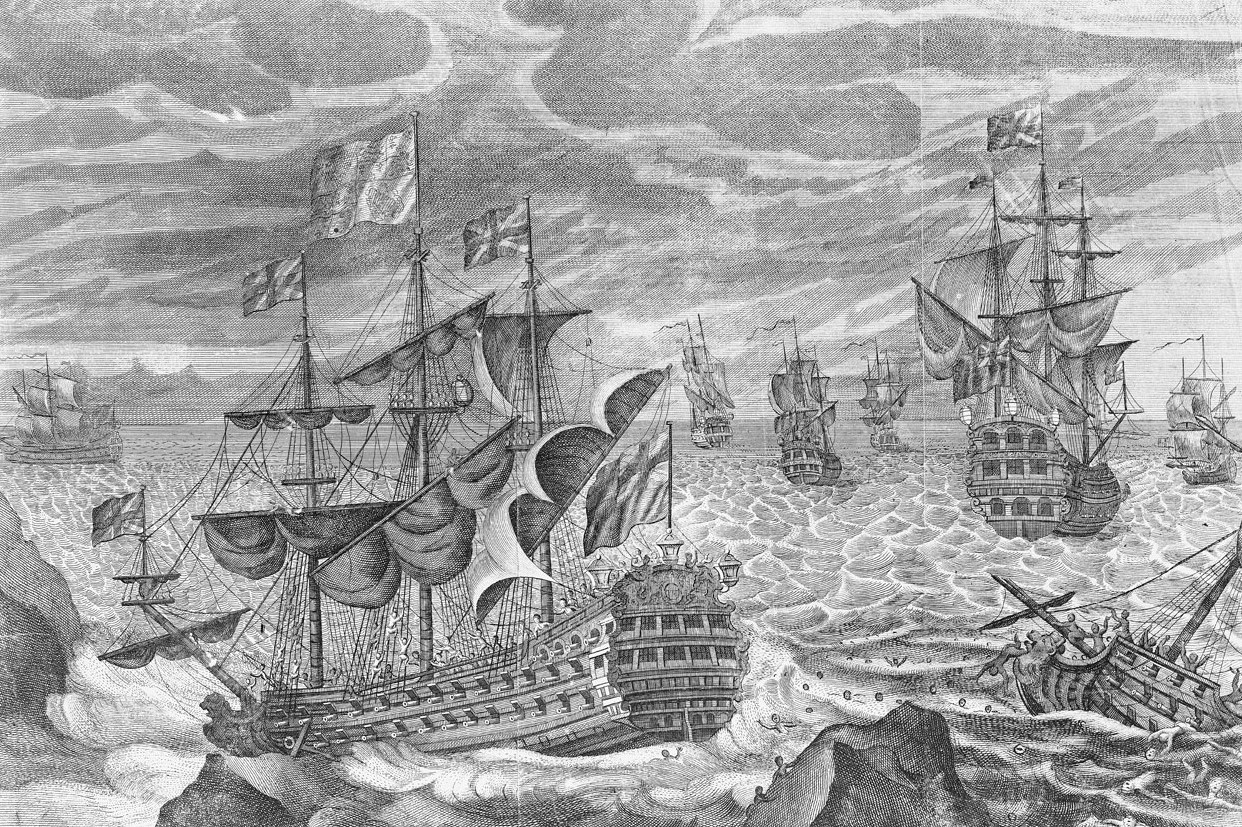
Incisione del disastro del XVIII secolo, con il vascello Association al centro.

Mentre tornava con la flotta in Inghilterra dopo la campagna di Tolone, la sua nave ammiraglia, la Association, colpì le rocce vicino alle isole Scilly alle 20:00 del 22 ottobre (2 novembre, secondo il calendario gregoriano) 1707. La Association affondò in tre o quattro minuti, senza che nessuno degli 800 uomini a bordo si salvasse, secondo i marinai che osservavano sulla Saint George, di prima classe. Quattro grandi navi, la Association, la Eagle, la Romney, la Firebrand affondarono, con la perdita di quasi 2.000 marinai; fu uno dei più grandi disastri navali delle Scilly nella storia della marina britannica. La causa del disastro è stata spesso rappresentata come l'incapacità dei navigatori di calcolare accuratamente la loro longitudine, sebbene non sia nota alcuna discussione pubblica degli eventi che sollevasse specificamente la questione della longitudine, prima di un opuscolo pubblicato alla vigilia del voto del Parlamento sul Longitude Act, sette anni dopo.
Il corpo di Shovell, quello di entrambi i suoi figliastri, Sir John Narborough, I baronetto, e James Narborough, del capitano del vascello dello Association Edmund Loades, e del giovane Henry Trelawny (1692–1707), furono tutti ritrovati a Porthellick Cove a St Mary's, a circa 7 miglia (11 km) dal punto in cui la sua nave naufragò. Era possibile che Shovell avesse lasciato la sua nave ammiraglia in una delle sue scialuppe insieme ai suoi due figliastri e al capitano della nave, e che fossero annegati mentre cercavano di raggiungere la riva.
Il corpo di Shovell fu identificato dal commissario di bordo della Arundel, che conosceva bene l'ammiraglio. Fu identificato da "un neo nero sotto l'orecchio sinistro, e anche dalla prima falange di un indice rotta verso l'interno. Aveva anche un colpo al braccio destro, un altro alla coscia sinistra". Shovell fu temporaneamente sepolto sulla spiaggia di Porthellick Cove, e poi per ordine della regina Anna, il corpo fu successivamente riesumato e riportato a Plymouth sul Salysbury, dove fu imbalsamato dal dottor James Yonge. Fu poi trasferito con tutti gli onori a Londra. Durante il viaggio dal West Country, grandi folle si riunirono per rendergli omaggio. Fu sepolto nell'Abbazia di Westminster il 22 dicembre 1707: il suo grande monumento in marmo nella navata sud del coro fu scolpito da Grinling Gibbons. Nel frattempo, i suoi due figliastri furono sepolti nella chiesa di Old Town a St Mary's.
La leggenda locale narra che Shovell fosse vivo, almeno a malapena, quando raggiunse la costa delle Scilly a Porthellick Cove, ma fu assassinato da una donna per il suo inestimabile anello di smeraldo, che gli era stato donato da un caro amico, il capitano Lord Dursley. A quel tempo, le Scilly avevano una reputazione di essere selvagge e senza legge. Si sostiene che l'omicidio venne alla luce solo circa trent'anni dopo, quando la donna, sul letto di morte, confessò a un ecclesiastico di aver ucciso l'ammiraglio e mostrò l'anello rubato, che fu rispedito a Dursley.  Diversi storici dubitano della storia dell'omicidio poiché non vi è alcuna indicazione che l'anello sia stato recuperato e la leggenda deriva da una confessione romantica e non verificabile in punto di morte.
Un'altra leggenda narra che un marinaio comune sulla nave ammiraglia cercò di avvertire Shovell che la flotta era fuori rotta, ma Shovell lo fece impiccare al pennone per aver incitato all'ammutinamento. La storia apparve per la prima volta nelle isole Scilly nel 1780, con il marinaio comune nativo delle Scilly, che riconobbe le acque come vicine a casa ma fu punito per aver avvertito l'ammiraglio. Alcune versioni della leggenda riportano che il marinaio maledisse Shovell a subire una tomba d'acqua prima della sua esecuzione. Mentre è possibile che un marinaio possa aver dibattuto sulla posizione della nave e temuto per il suo destino (tali dibattiti erano comuni all'ingresso della Manica, come notato da Samuel Pepys nel 1684), la storia è stata ripetutamente screditata dagli studiosi navali, che hanno notato la mancanza di prove nei documenti contemporanei e le sue fantasiose convenzioni di serie e le dubbie origini. Dopo la sua morte Shovell divenne un popolare eroe britannico.

### Nei media
Nel film del 1952 Contro tutte le bandiere, un ammiraglio di nome Sir Cloudesley, il cui cognome non è specificato, viene mostrato mentre comanda le forze navali britanniche in un attacco a una roccaforte pirata in Madagascar nel 1700. È interpretato da Lester Matthews.
L'attore Jonathan Coy è stato scelto per il ruolo di Shovell nella serie TV di Channel 4, Longitude nel 2000.

### Annotazioni
1. ↑  L'insolito nome di battesimo di Cloudesley deriva dal cognome della nonna materna Lucy Cloudisley, che era figlia di Thomas Cloudisley (morto 1618) di Cley next the Sea, Norfolk.
2. ↑  Shovell deve aver partecipato ai negoziati, poiché gli furono assegnate 100 sterline (o pezzi da otto).
3. ↑  Una colonia che gli era stata data dal Portogallo in occasione del suo matrimonio con Caterina di Braganza, troppo costosa da mantenere per l'Inghilterra. Dartmouth intendeva sottoporre entrambi i capitani alla corte marziale. Tuttavia, Herbert conte di Torrington era già tornato in Inghilterra e aveva difeso le loro azioni davanti al re, che concordò sulla loro ragionevolezza, date le circostanze. Pepys non aveva mai avuto molta simpatia per Shovell ed era sempre restio a elogiarlo, in parte perché riteneva che Shovell non fosse un vero "gentiluomo", ma anche per l'audacia dell'uomo dopo la vicenda della medaglia d'oro conferitagli dopo Tripoli.
4. ↑  Prove successive, tra cui le informazioni fornite da Sir John Fenwick, III baronetto Fenwick, confermarono che Shovell non reagì alle richieste di intervento di Giacomo II.
5. ↑  Killigrew e Delavall, noti per essere ancora simpatizzanti nei confronti dell'ex re Giacomo II, furono rimossi da tutti i comandi militari e non avrebbero mai più comandato in mare.
6. ↑  I due figli di Narborough avevano rispettivamente 22 e 23 anni.

### Fonti
1. 1 2 3 4 5 6 7 8 9 10 11 12 13 14 15 16 17 18 19 20 21 22 23 24 25 26 27 28 29 30 31 32 33 34 35 36 37 38 39 40 41  Royal Naval Museum.
2. ↑  Crayfordhistory.
3. ↑  Le Fevre, Harding 2000, p. 44.
4. 1 2 3 4 5 6 7 8 9 10 11 12 13 14 15 16 17 18 19  Chisholm 1911, p. 1014.
5. 1 2 3 4 5 6 7 8 9 10 11 12 13 14 15 16 17 18  Historyofparliamentonline.
6. 1 2 3  Westminster Abbey.
7. ↑  Medway.
8. ↑  Sobel 1998, p. 6.
9. ↑  Sobel 1998, p. 11-16.
10. 1 2 3 4 5 6 7 8 9 10 11 12 13 14 15  Surprise.
11. ↑  Mee 1947, p. 272.
12. ↑  Powell 1957, p. 333-336.
13. ↑  Pickwell 1973, p. 221-223.
14. ↑  Nicholls 2008, p. 25-30.